# 사이토 하지메

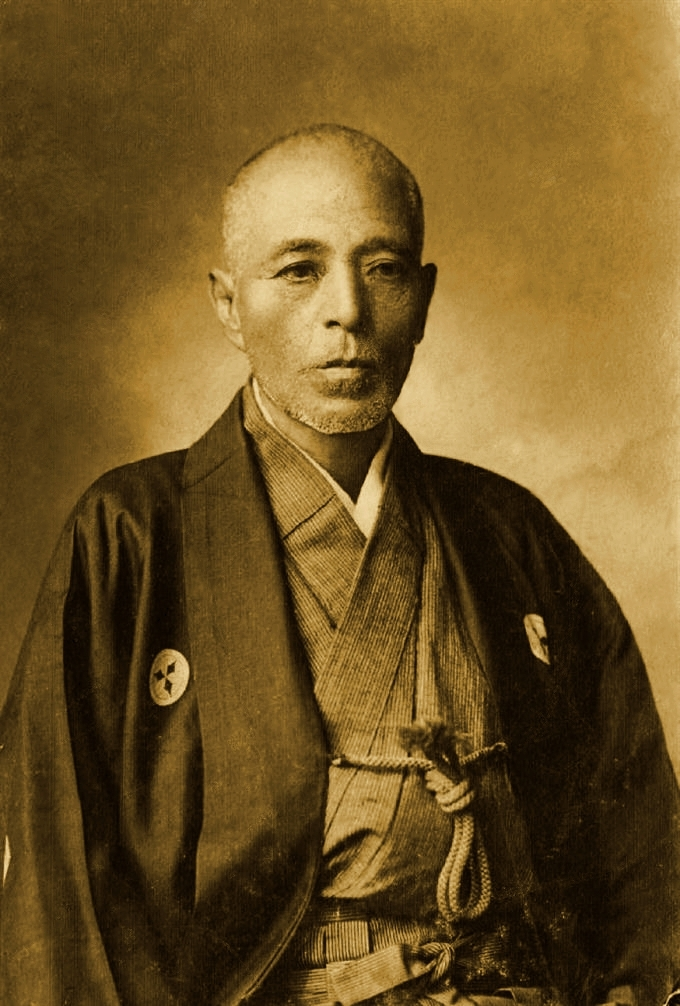
1897년(메이지 30년)에 촬영된 사이토 하지메(53세)의 사진.

사이토 하지메(일본어: 斎藤一, 1844년 2월 18일 ~ 1915년 9월 28일)는 막말부터 메이지 시대에 걸쳐 활약한 무사이자 신센구미 대원이다. 신센구미에서는 3번대 대장 및 검술사범 등을 맡았다. 메이지 시대에는 일본 내무성 경시국(경시청의 전신)에 등용되어 경시관이 되었다.(현재의 경찰관) 계급은 경부(대한민국의 경감에 해당), 훈장 등급은 7급 청색동엽장. 세이난 전쟁에서는 경시관으로 편성된 별동 제 3 여단에 소속하여 종군했다.

## 생애

### 출신
아카시번에서 낭인으로 지낸 뒤 고쿠다카 1,000석의 하타모토 스즈키 가의 가신이 된 야마구치 유스케의 차남으로서 태어났다. 아이즈번 출신이라고 쓰여진 자료도 있지만, 의문으로 여겨지고 있다. 에도에 있었을 때 곤도 이사미의 도장·시위관에 출입하고 있었다는 자료가 있으나, 나중에 곤도가 교토에 체재중인 시위관 일동에게 무기를 보냈을 때, 그 안에 사이토는 포함되어 있지 않았다.

### 신센구미
분큐 3년(1863년) 3월 10일, 세리자와 가모·곤도 이사미등 13명이 신센구미의 전신, 미부로시(壬生浪士, 세이추로시(精忠浪士)라고도 불린다)를 결성. 아이즈 번주(藩主) 마쓰다이라 가타모리가 교토 수호직을 맡고 있던 아이즈 번에 소속된다. 같은 날, 사이토를 포함한 11명이 입대했다. 시위관 이래, 곤도의 동지들은 곤도와 함께 상경했다는 설도 있지만, 적어도 사이토의 상경은 곤도와는 별도 행동이었다. 더욱이 곤도와 함께 상경한 사람들도, 통일된 행동을 취하고 있던 것은 아니다.
그 후, 신센구미 간부를 선출할 때, 사이토는 20세의 나이에 부장 보조로 발탁되었다. 일반적으로 신센구미 간부 중 제일 어리다고 여겨지고 있는 것은 오키타 소지이지만, 최연소는 사이토이다. (오키타의 생년월일에 대해서는 여러 가지 설이 있다). 후에 조직 재편성 때에는 조장을 맡았으며, 검술대련 사범 등을 역임했다. 부대 내에서는 암살 임무를 많이 맡았으며, 조슈번의 스파이였던 오쿠라 이세타케, 아라키다 사마노스케 외에 다케다 간류사이, 다니 산주로 등의 암살에 관여하였다고 한다.
게이오 원년(1864년) 6월 이케다야 사건 때는 히지카타 부대에 소속하였으며, 사건 뒤 막부와 아이즈 번에서 금 10량, 추가로 금 7냥을 포상금으로 받았다.
게이오 3년(1867년) 3월 이토 가시타로가 고료에지(御陵衛士)를 결성, 신센구미를 탈퇴할 때 함께 행동했지만, 후에 신센구미에 복귀했다. 고료에지의 활동 자금을 훔쳤기 때문이라는 설이나 처음부터 신센구미의 첩자로 잠입했던 것이라는 설 등, 이 시기의 행동에 대해서는 그 사실 관계나 동기가 명확하지 않다. 신센구미가 이토를 암살한 아부라코지 사건은, 사이토가 복귀시 가져온 정보를 근거로 일어난 사건이라는 설도 있다.
같은 해, 12월 7일 덴마야 사건 때에는, 기슈번의 의뢰를 받아, 기슈 번사 미우라 규타로를 호위하고 있었다. 해원대 대원들에게 습격을 받았을 때, 미우라와 함께 술잔치를 벌이고 있던 신센구미가 늦게 도착해, 미야가와 노부키치가 사망, 우메도 가쓰노신이 사이토를 감싸다 큰 부상을 입었으나 호위에는 성공하였다.

### 보신 전쟁
게이오 4년(1868년) 1월에 도바 후시미 전투, 3월에 고슈 가쓰누마 전투를 전전. 모두 최전선에서 싸웠다. 곤도가 나가레 야마에서 신 정부군에 투항한 뒤, 에도에 남아있던 히지카타 도시조와 헤어져 일부 대원을 이끌고 아이즈로 향했다. 한편, 이때 사이토는 부상을 입고 전선에서 이탈, 나가레 야마에는 없었다는 설도 있다. 이 가설에서는, 대원들을 이끌고 아이즈로 향한 것은 구베 마사치카 혹은 야스토미 사이스케로 되어 있다. 히지카타는 같은 해 4월, 우쓰노미야 성 전투에 참가하였으나 다리에 부상을 입고 전선에서 이탈, 다지마를 경유하여 와카마쓰 성에 도착, 사이토와 합류했다.
사이토를 시작으로 하는 신센구미는 아이즈 번 지휘, 항복 후에는 포로가 된 아이즈 번사와 함께, 처음에는 구 아이즈 번 영지의 시오카와, 나중에는 에치고(현재의 니가타) 타카다에서 근신 생활을 보

### 메이지 시대 이후
아이즈 번은 항복 후 개역 되어 마쓰다이라 가명(家名)은 단절되었지만, 메이지 2년 11월 3일에 재흥이 허락되었다. 치쿄다카는 무쓰노쿠니 내에서 3만석을 받고 번 영지는 이나와시로나 시모키타 중 마쓰다이라가 측에서 선택하게 되었다. 도쿄에 포로로 잡혀있던 야마카와 히로시등 구 번 간부는, 다카다에서 근신하고 있던 번사들과 상의없이 시모키타를 선택. 번 이름은 새롭게 도나미번이라고 이름을 지었다. 사이토도 도나미 번사로서 시모키타반도로 향한다.
사이토는, 도나미 번 영지인 고노헤로 이주하여, 시노다 야소와 결혼했다. 시노다 가문은 〈제사계보〉에서도 확인되는 명가로, 아이즈 번사로는 대사에 속한다. 백호대사 중 2번대에 속하며, 이이모리 산에서 할복한 시노다 기사부로와는 먼 친척에 해당한다. 후에, 카타모리의 상중인(上仲人), 사가와 칸베와 쿠라사와 헤이지에몬의 하중인(下仲人)인 다카기 도키오와 결혼했다. 도키오와의 사이에는, 장남·쓰토무, 차남·쓰요시, 삼남·다쓰오, 3명의 아들이 있다. 모두 도나미 번사의 딸과 결혼했다.
그 후 도쿄로 이주. 새롭게 모집된 경시관에 응모, 채용되었다. 메이지 10년(1877년) 2월에는 경시국의 경부보로 임명되었다. 같은 해 2월 15일, 세이난 전쟁이 발발. 분고구 경시 징집대에서 발도대로 참가, 같은 해 5월에 전투 참가로 적진에 깊이 들어가는 등, 총격전에서 부상을 입지만 사쓰마 병사를 압도, 대포 2대를 탈취하는 등, 당시의 신문에 보도될 정도로 활약하였다.
메이지 24년(1891년), 경시청을 퇴직하고, 그 다음은 도쿄 고등사범학교 등에 경비원으로서 근무하였다. 다이쇼 4년(1915년) 9월 28일, 위궤양으로 사망. 마루에서 정좌한 채 죽었다고 한다. 향년 72세. 무덤은 후쿠시마현 아이즈와카마쓰시의 아미타 사에 있다.

## 인물
- 검의 유파는 일도류와 무애류라 전해지고 있지만 확실한 것은 불분명하다. 특기인 〈왼손으로 찌르기〉에 의해, 사이토는 왼손잡이였다는 설도 있지만, 사실일 가능성은 낮다. 후세에, 소설 등의 창작물 속에서 왼손잡이로 등장하는 경우도 있지만, 나카지마 노보루가 남긴 그림에서는, 오른손잡이와 같은 위치에서 칼을 잡고 있다. 오키타 소지나 나가쿠라 신파치와 함께, 신센구미 최강의 검사 중 한 명이었다고 한다. 나가쿠라는 제자에게 “오키타는 맹자의 검, 사이토는 무적의 검”이라고 말했다고 한다.

- 4번의 개명

〈사이토 하지메〉라는 이름은, 교토로 옮겨가 신센구미 전성기에 걸쳐 사용한 이름이다. 최초의 이름은 '야마구치 하지메'이다.〈하지메〉란 이름은, 그의 생일이 1월 1일인 것에서 유래되었다고도 하나 근거자료는 없다. 분큐 2년(1862년), 에도에서 칼로 사람을 베어 교토로 도망친 뒤, '사이토 하지메'라고 이름을 바꾸었다. 게이오 3년(1867년)에 '야마구치 지로'로 개명. 아이즈번에 속해 보신 전쟁에 참전했던 시기에는 '이치노세 덴파치'라는 이름을 사용했다. 도나미번으로 이주하기 직전, '후지타 고로'라고 개명했다. 메이지 5년(1872년)의 임신호적에는 〈후지타 고로〉로 기록되어 있다.
- 다른 인물이라는 설

'사이토 하지메'와 '후지타 고로'는 다른 인물이라는 설도 있지만, 친형인 야마구치 히로아키의 연금 청구서에 후지타 고로가 친척으로 서명한 것, 후지타 고로의 자손이 소장하는 〈후지타가 문서〉에 '사이토 하지메'란 이름을 사용한 시기부터 쓰여져, 현재 다른 인물이라는 설은 부정되고 있다.

### 사이토 하지메의 용모
사이토 하지메를 촬영한 사진이 2016년 7월 15일에 일본의 교도 통신(共同通信)에서 보도되었다. 그 전까지 사이토 하지메의 실제 용모에 대해서는 그의 장남이었던 쓰토무의 모습을 토대로 제작한 초상화나 세이난 전쟁 당시 다른 경찰들과 함께 찍은 단체사진 속의 사이토 하지메로 전하는 흐릿한 얼굴만이 알려져 있었다. 역사연구가 아사쿠라 유우(あさくらゆう)는 교도 통신과 함께 후지타 집안의 자손을 취재하면서 사이토 하지메의 사진이 남아 있는 것을 확인했다.
해당 사진은 1897년(메이지 30년) 아내인 도키오와 두 아들과 함께 찍은 가족사진으로 요코스카시(横須賀市)에 거주하고 있는 후지타 집안의 자손의 자택에서 발견되었다. 취재에 협력했던 아사쿠라에 따르면 사진을 보도하는 것은 후지타 집안의 요망에 따른 것으로 후지타 가문에서 기왕에 부정해오던, 세이난 전쟁 당시 다른 경찰들과 함께 찍은 것으로 알려진 사이토 하지메로 전하는 사진을 부정하고 동시에 조상인 사이토 하지메의 진실한 모습을 세상에 알리고 싶다는 의지에 따른 것이었다.
생전에 사이토 하지메와 알고 지냈다는 그의 지인의 증언에 따르면 사이토 하지메는 "짙은 눈썹에 눈빛이 날카롭고, 키가 호리호리하게 컸다"고 한다.
이 밖에 요코스카 시에 거주하는 자손의 집에는 사이토 하지메의 차남의 결혼식에 참석했을 때의 만년(죽기 2년 전)의 사이토 하지메의 모습을 찍은 사진도 보존되어 있었다. 다만 이쪽은 선명도가 낮아 다소 흐리다.

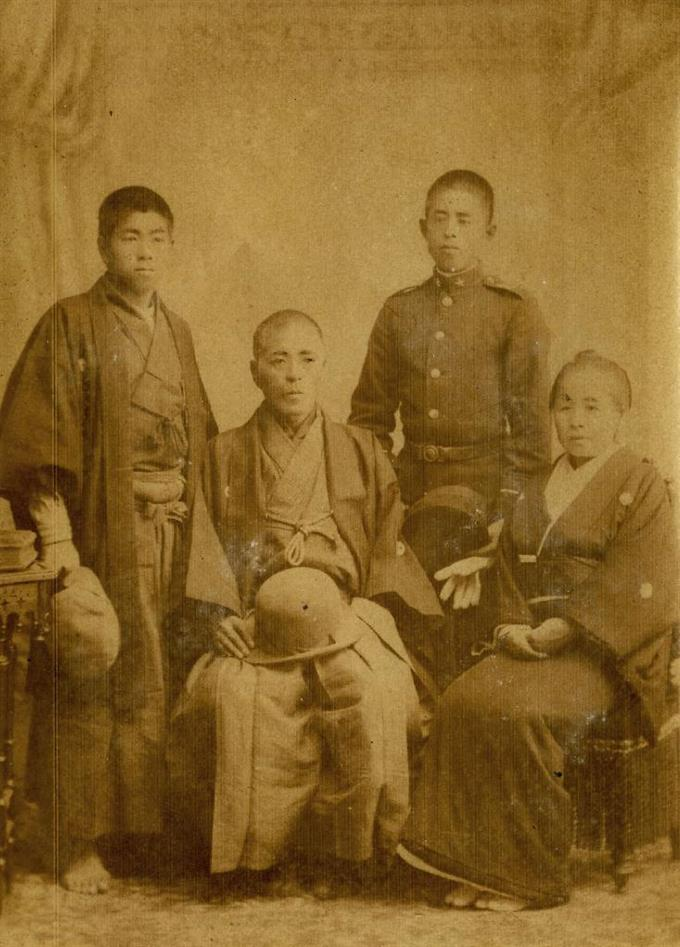
왼쪽부터 차남 쓰요시(剛), 후지타 고로(사이토 하지메), 장남 쓰토무, 아내 도키오
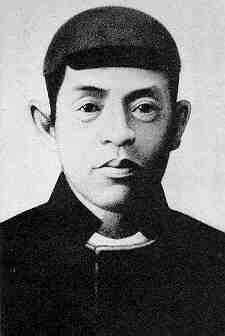
장남 쓰토무의 용모를 토대로 그려진 초상화
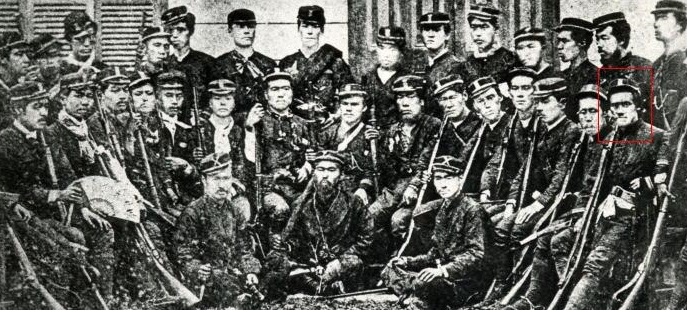
세이난 전쟁에 종군했던 경시대(警視隊). 가운뎃줄 오른쪽 네모 속의 인물이 사이토 하지메로 여겨져왔으나, 자손들은 부정하였다. 또한 1874년(메이지 7년)에 규정된 경찰 모자의 은색 선은 순사임을 나타내는 표식으로 세이난 전쟁 당시 경부보(警部補)였던 사이토 하지메와는 맞지 않다.

## 연기한 배우·성우

### 영화
- 이와미 류스이 〈신센구미 부장 곤도 이사미〉, 1928년, 이누즈카 미노루 감독
- 가토 히로시 〈신센구미〉, 1958년, 사사키 야스시 감독
- 시마다 효고 〈신센구미 혈퐁록 곤도 이사미〉, 1963년, 오자와 시게히로 감독
- 오가타 신노스케 〈막말잔혹 이야기〉, 1964년, 가토 타이 감독
- 사토 코이치〈바람의 검:신선조 壬生義士傳〉, 2003년, 타키타 요지로 감독

### TV 드라마
- 소다 잇페이 〈신선조 혈풍록〉, 1965년 NET (테레비 아사히)
- 다케나카 나오토 〈임생의사전 ~신선조에서 가장 강했던 남자~〉, 2002년, 테레비 도쿄
- 오다기리 조 〈신센구미!〉, 2004년, NHK
- 야마구치 마키야 〈와치가이 이토사토〉, 2007년 TBS

### TV 애니메이션
- 스즈오키 히로타카 〈바람의 검심 - 메이지 검객 낭만담〉, 1996년
- 히노 사토시 〈바람의 검심 - 메이지 검객 낭만담〉, 2023년
- 마쓰야마 타카시 〈피스메이커 쿠로가네〉, 2003년
- 이토 에이지 〈수라의 각〉, 2004년
- 도리우미 코스케 〈박앵귀〉, 2010년

### 게임
- 미키 신이치로〈막말연화 신선조〉, 2004년, D3 퍼블리셔
- 타치키 후미히코 〈신선조 군랑전〉, 2005년, 세가
- 도리우미 코스케 〈박앵귀 ~신선조기담~〉, 2008년, 오토메이트

### 드라마CD
- 타카하시 나오즈미, Rejet
  - 〈신선조 묵비록 물망초〉, 2012년
  - 〈신선조 혈혼록 물망초〉, 2014년
  - 〈신선조 비익록 물망초〉, 2014년
  - 〈신선조 효풍록 물망초〉, 2016년

## 같이 보기
- 신센구미